# How Long Will I Love U
Pour plus de détails, voir Fiche technique et Distribution.
How Long Will I Love U (超时空同居) est une comédie romantique chinoise écrite et réalisée par Lun Xu, sortie le 18 mai 2018.
Elle est première du box-office chinois de 2018 lors de sa première semaine d'exploitation.

## Synopsis
Un homme et une femme vivant dans le même appartement, mais l'un en 1999 en l'autre en 2018, se réveillent un jour pour constater que le temps et l'espace se sont mélangés et se retrouvent face à face.